# Elizabeth Berkeley

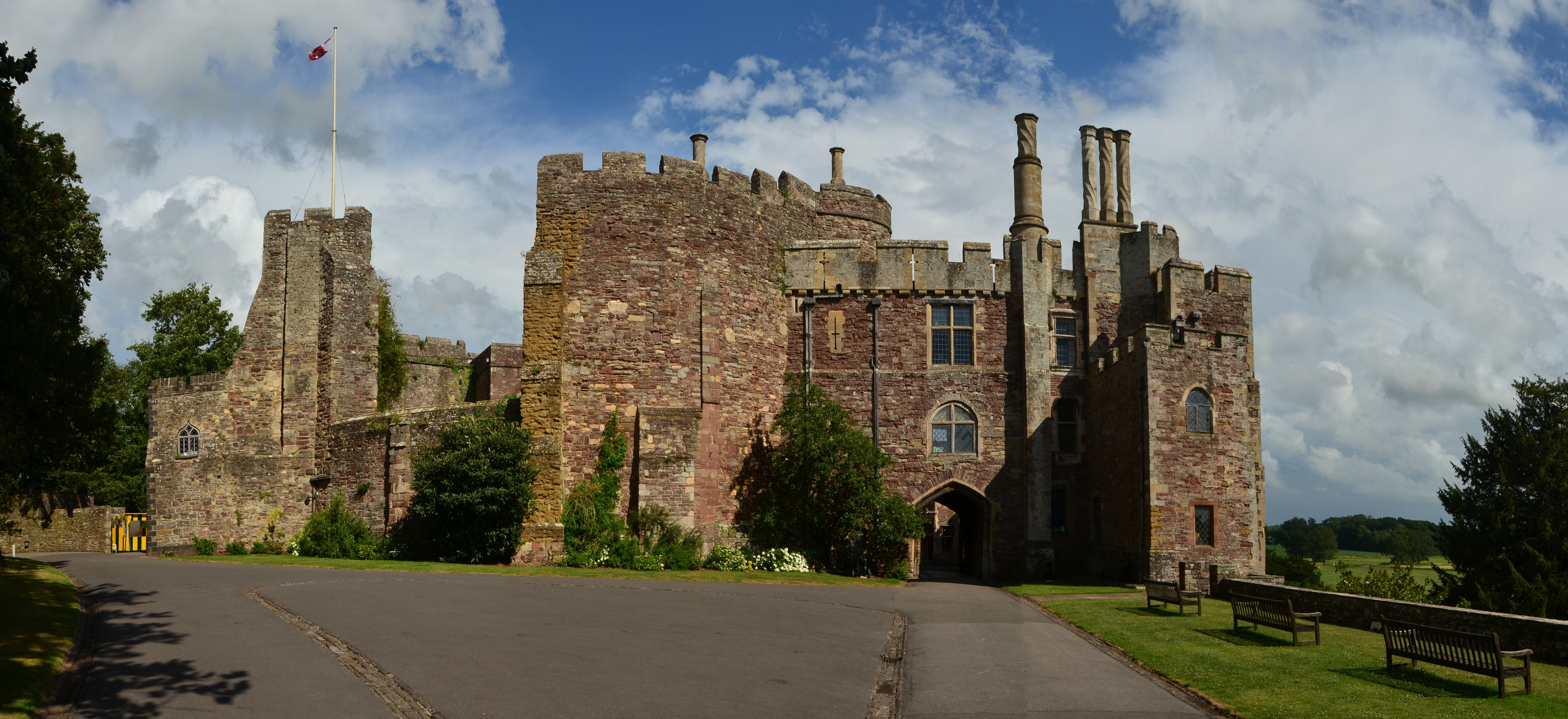
Das zwischen Elizabeth und ihrem Cousin James umstrittene Berkeley Castle

Elizabeth Berkeley, Countess of Warwick, suo jure 4. Baroness Lisle (* um 1386; † 28. Dezember 1422) war eine englische Magnatin. Über das Erbe ihres Vaters entstand eine der am längsten währenden Erbstreitigkeiten der englischen Geschichte, die erst 1609 beendet wurde. 

## Herkunft, Erbe und Heirat
Elizabeth Berkeley war das einzige Kind von Thomas Berkeley, 5. Baron Berkeley, und dessen Frau Margaret de Lisle, 3. Baroness Lisle. Als einziges Kind war sie eine reiche Erbin, wobei nach einer Familienvereinbarung von 1349 Berkeley Castle mit den Gütern der Hundred of Berkeley und anderen Ländereien an einen männlichen Erben fallen musste. Dazu war Elizabeths Mutter das einzige Kind und die Erbin ihres Vaters Warin de Lisle, 2. Baron Lisle. Nach dem Tod ihrer Mutter um 1392 hatte Elizabeth die Titel Baron Lisle und Baron Tyes sowie Besitzungen vornehmlich in Wiltshire, Berkshire, Oxfordshire und in Südwestengland geerbt, doch Elizabeth beließ ihrem Vater diese Güter bis zu dessen Tod 1417. 1392 vereinbarte ihr Vater mit Thomas de Beauchamp, 12. Earl of Warwick, dass sie dessen ältesten Sohn Richard de Beauchamp heiraten solle. Vor dem 5. Oktober 1397 fand die Heirat statt, und als ihr Ehemann 1403 13. Earl of Warwick wurde, erhielt Elizabeth den Höflichkeitstitel Countess of Warwick.

## Erbstreit mit James Berkeley
Als Elizabeths Vater am 13. Juli 1417 starb, war der nächste männliche Erbe der Familie ihr Cousin James Berkeley, der nun nach der Vereinbarung von 1349 einen Teil des Berkeley-Erbes erhalten sollte. Elizabeth und ihr Mann wollten aber die alte Erbregelung nicht akzeptieren, unter anderem, weil damit der Landbesitz zerstückelt worden und die Vormachtstellung der Familie in Südwestengland zerstört wäre. Daraufhin kam es zum Erbstreit mit James Berkeley, der sich beim Tod von Elizabeths Vaters in Dorset aufgehalten hatte. Elizabeth und ihr Mann waren dagegen entweder in Berkeley oder in Wotton-under-Edge gewesen, so dass sie in der Lage gewesen waren, die umstrittenen Güter zu besetzen. Dazu hatte sie die Urkunden und Papiere ihres Vaters übernommen, wodurch sie sie Bestandsaufnahme der Besitzungen nach dem Tod ihres Vaters, der inquisition post mortem, behindern konnte. Erst am 1. Dezember 1417 erhielt James Berkeley die ihm nach dem Erbvertrag zustehenden Güter zugesprochen. Elizabeth bestritt aber weiter sein Erbrecht. Von 1420 bis 1421 hielt sie Berkeley Castle besetzt, worauf James vor Juli 1421 Wotton-under-Edge besetzte. Joan Beauchamp, die Witwe von William de Beauchamp, 1. Baron Bergavenny, einem Cousin von Elizabeths Mann, hatte zuvor vergeblich versucht, zwischen den beiden zu schlichten. Ende Juli 1421 mussten Elizabeth und James Berkeley vor dem Kronrat erscheinen, doch auch dort konnte keine Einigung in dem Erbstreit erzielt werden. James wurde inzwischen von Humphrey, Duke of Gloucester unterstützt, womit er nun in einer stärkeren Position war. Bevor eine Einigung erzielt werden konnte, starb Elizabeth. Sie wurde in Kingswood Abbey beigesetzt.

## Sonstiges
Von Elizabeths Haushalt sind zahlreiche Rechnungen aus den Jahren 1420 und 1421 erhalten, so dass viele Details ihres Alltags bekannt sind. Anhand der Abrechnungen konnten ihre Reisen nachvollzogen werden und wann sie mit ihrem Ehemann zusammentraf, der zu dieser Zeit während des Hundertjährigen Kriegs als Militär in Frankreich diente. Dazu geben die Rechnungen Aufschlüsse über den Aufbau und die Kosten ihres Haushalts  einschließlich der Kosten für die Bewirtung von Gästen, für Lebensmittel und für alltägliche Gegenstände. Auch wird ersichtlich, dass Elizabeth ihre umfangreichen Besitzungen nicht zentral, sondern von mehreren, voneinander weitgehend unabhängigen Verwaltern verwalten ließ. 

## Familie und Nachkommen
Mit ihrem Mann hatte Elizabeth drei Töchter:
- Lady Margaret Beauchamp (1404–1468), ⚭ John Talbot, 1. Earl of Shrewsbury;
- Lady Eleanor Beauchamp (1408–1467), ⚭ (1) Thomas de Ros, 8. Baron de Ros, ⚭ (2) Edmund Beaufort, 1. Duke of Somerset;
- Lady Elizabeth Beauchamp (um 1417–1480) ⚭ George Nevill, 1. Baron Latymer.

Mit Elizabeths Tod wurde ihr Erbe unter ihren drei Töchtern aufgeteilt. Der Titel Baron Lisle fiel dagegen in Abeyance. Ihr Mann Richard heiratete 1423 in zweiter Ehe Isabel le Despenser, 5. Baroness Burghersh. Er konnte Ende 1425 mit James Berkeley einen Ausgleich über das Berkeley-Erbe erreichen. Als Richard de Beauchamp jedoch 1439 starb, setzten Elizabeths Töchter den Erbstreit mit James Berkeley und nach dessen Tod 1463 mit dessen Sohn William mit mehreren Prozessen, aber auch mit bewaffneten Auseinandersetzungen fort.